# Limeum fruticosum
Limeum fruticosum är en tvåhjärtbladig växtart som beskrevs av Bernard Verdcourt. Limeum fruticosum ingår i släktet Limeum och familjen Limeaceae. Inga underarter finns listade i Catalogue of Life.